# Bloody Mallory
Bloody Mallory (2002) es una película francesa dirigida por Julien Magnat y escrita por el director y Stéphane Kazandjian.  El reparto principal incluye a Olivia Bonamy, Adrià Collado, Jeffrey Ribier, Laurent Spielvogel, Valentina Vargas, Julien Boisselier y Thylda Barès.  La música de la película está compuesta por Kenji Kawai.
La película mezcla géneros como terror, acción y comedia, y hace gala de un estilo reminiscente de series de televisión estadounidenses como Buffy the Vampire Slayer y Xena: la princesa guerrera. En Estados Unidos, obtuvo la calificación R por contenido violento y lenguaje soez.

## Argumento
Mallory (Bonamy) es la líder de un grupo especial gubernamental que se encarga de combatir a los demonios y otros seres sobrenaturales. En su equipo también están la drag queen Vena Cava (Ribier), experta en explosivos; una preadolescente muda llamada Talking Tina (Barès), capaz de poseer los cuerpos de otros seres vivos y comunicarse por telepatía, y un agente gubernamental llamado Durand (Perkins-Lyautey). El grupo se encuentra en misión de proteger un convento de un grupo de guls cuando es atacado por unas fuerzas desconocidas. Durand muere en el combate, mientras que Vena Cava y Tina resultan heridas y la última cae en coma. A la vez, el nuevo papa electo (Spielvogel) es secuestrado por extraños asaltantes enmascarados a los que no les afectan las balas de los guardaespaldas. A Mallory se le encomienda la misión de rescatar al papa, una tarea que acepta a regañadientes, al ser consciente de la posible conexión entre sus agresores y los secuestradores del papa.
Sobre la pista de los secuestradores, Mallory se introduce en una dimensión demónica que incluye un pueblo desaparecido del mapa varios años atrás. Allí libera a uno de los antiguos guardaespaldas del papa, el padre Carras (Collado), un cura entrenado en las artes marciales que se une a su equipo. La búsqueda del papa termina llevándoles hasta una vampira llamada Lady Valentine (Vargas), que tiene como misión invocar al demonio Abaddon, un ángel caído que pretende devolver la creación de Dios a los ángeles.

## Reparto
Según las entrevistas incluidas en el DVD de la región 1, Valentina Vargas no estaba segura de si aparecer en la película o no, pero la insistencia del director, Magnat, la convenció para apuntarse al proyecto.

## Influencias
Magnat ha admitido estar muy influido por el estilo visual y el hiperrealismo del anime y el manga. Esta influencia se deja notar en escenas como la parte final del ataque de los guls al convento, al principio de la película.
La película contiene también múltiples guiños y referencias a las películas, series de televisión y libros favoritos de Magnat. La apariencia de Mallory, con el pelo teñido de rojo intenso, recuerda al personaje principal de Corre, Lola, corre. El personaje de Lady Valentine está parcialmente basado en Callisto, de Xena: la princesa guerrera, y algunas escenas de combate recuerdan también a esta serie. Asimismo, el Necronomicón, un libro que aparece en la ficción de H. P. Lovecraft, se menciona varias veces como documento que regula las relaciones entre humanos y demonios y la invocación de estos últimos.
- Datos: Q885274